# Icmalides browni
Icmalides browni är en insektsart som beskrevs av Marius Descamps 1977. Icmalides browni ingår i släktet Icmalides och familjen Thericleidae. Inga underarter finns listade i Catalogue of Life.